# Carl Banck
Carl Ludwig Albert Banck (* 27. Mai 1809 in Magdeburg; † 28. Dezember 1889 in Dresden) war ein deutscher Komponist und Musikschriftsteller.

## Leben
Banck war der Sohn von Johann Carl Banck (1771–1842), der am Magdeburger Dom als Organist und Domvikar tätig war. Er studierte in Berlin bei Bernhard Klein, Ludwig Berger und Carl Friedrich Zelter und anschließend in Dessau bei Friedrich Schneider. 
Nach seiner Grand Tour nach und durch Italien wirkte er in Magdeburg, Berlin und Leipzig als Musikkritiker, darunter für die Neue Zeitschrift für Musik von Robert Schumann. Vorübergehend gab er Schumanns Braut Clara Wieck Gesangsunterricht. Später ging er nach Thüringen und heiratete eine Frau aus Rudolstadt. Ab 1840 wirkte er als Gesangslehrer in Dresden.
1845/46 unternahm er eine zweite Reise nach Italien.